# Bán Róbert (1956-os felkelő)
Bán Róbert (Budapest, 1934. április 22. – Budapest, 1957. november 29.) rádióműszerész, az 1956-os forradalom szabadságharcosa a budapesti Széna téren és Nyugat-Magyarországon. A megtorlás során kivégezték.

## Élete
Értelmiségi zsidó családban született. Szülei hatéves korában elváltak. A vészkorszakban 17 hozzátartozóját vesztette el. Apja építészmérnök volt, aki hiába lépett be 1945-ben a Magyar Kommunista Pártba – amelynek kezébe a német megszállók kiűzése után az erőszakszervezetek kerültek –, később internálták.
Bán Róbert nem érettségizett le, a gimnáziumban rosszul tanult. Az Egyesült Izzó tanonca, majd műszerészsegéde lett, ezután gyorsan váltogatta a munkahelyeit: dolgozott a Néphadseregnél (1953), a Beloiannisz Híradástechnikai Gyárban és az Audió Vállalatnál (1954), majd a katonai szolgálat után 1955-től pedig az Orion Rádióalkatrész Gyárban.

## 1956-os szerepe
A forradalom idején már október 23-án részt vett a tüntetésekben, két nap múlva pedig a Margit hídnál alakult fegyveres civil hídőrséghez csatlakozott. Részt vett abban az akcióban, amelynek során a felkelők egy csoportja egy átállt magyar páncélos kíséretében október 26-ára virradóra fegyvereket szerzett a Tímár utcai rendőrkapitányságról. (A csoportban volt Fónay Jenő és Sándor Tibor bádogos is.) Ezután ugyanezek a felkelők fegyverekért a Budai Nagy Antal laktanyához mentek, de ott tűzzel fogadták őket, mert a Tímár utcai rendőrök telefonon figyelmeztették a helyőrséget.
Október 26-án a Széna téri csoporthoz csatlakozott. Gyorsan parancsnokhelyettes lett és a csoport létezéséig meg is őrizte ezt a rangot. (A parancsnok Szabó bácsi volt.) Ő intézte a fegyverek nyilvántartását, elosztását és elhelyezését, ő osztotta be az újoncokat és intézett egyéb adminisztratív teendőket.
Október 28-án Bán azok közt volt, akik felvették a nagy túlerőben támadó szovjet és magyar katonákkal a harcot. Azok egy időre el is foglalták a felkelők Széna téri bázisát (de később a tárgyalások következtében és a felkelők nyomására vissza kellett adniuk).
A fegyverszüneti megbeszélések során Bán tárgyalt a Manréza vezetőivel és kölcsönös segítségnyújtásban egyeztek meg.
A foglyokkal a tanúvallomások szerint emberségesen bánt, és nem engedte az önbíráskodást.
November 2-án ő irányította a Széna tér bányászbrigádját, de egy hatásköri ügyben összeütközésbe került Szabó bácsival. Egységét ezért még a szovjetek november 4-ei általános támadása előtt vidékre vezette: Győrbe, majd Szombathelyre. November 4-én másokkal együtt a szovjetek fogságába került és Ungvárra deportálták, az ukrán határon túlra.

## Pere
1956. december 17-én Ungvárról hazahozták, de 22-én letartóztatták. Gyorsított eljárás alá került, mint a Bányász-per IX. rendű vádlottja. Az elsőfokú Halász-tanács 1957. július 29-én, a másodfokú Borbély-tanács november 23-án halálra ítélte. Az elsőfokú kegyelmi tanács egyhangúlag, a másodfokú szótöbbséggel visszautasította a kegyelem megadását.
Azon kevés vádlottak közé tartozott, akinek voltak védőtanúi. Az ÁVH-s Rácz házaspár beadványukban ezt írták: „Életünket kizárólag neki köszönhetjük”. Váczi András volt elhárítótiszt azonban, akit Bán régebbről ismert és akinek a hídőrségben felfedte múltját, ellene vallott.